# Decifrazione della scrittura cuneiforme

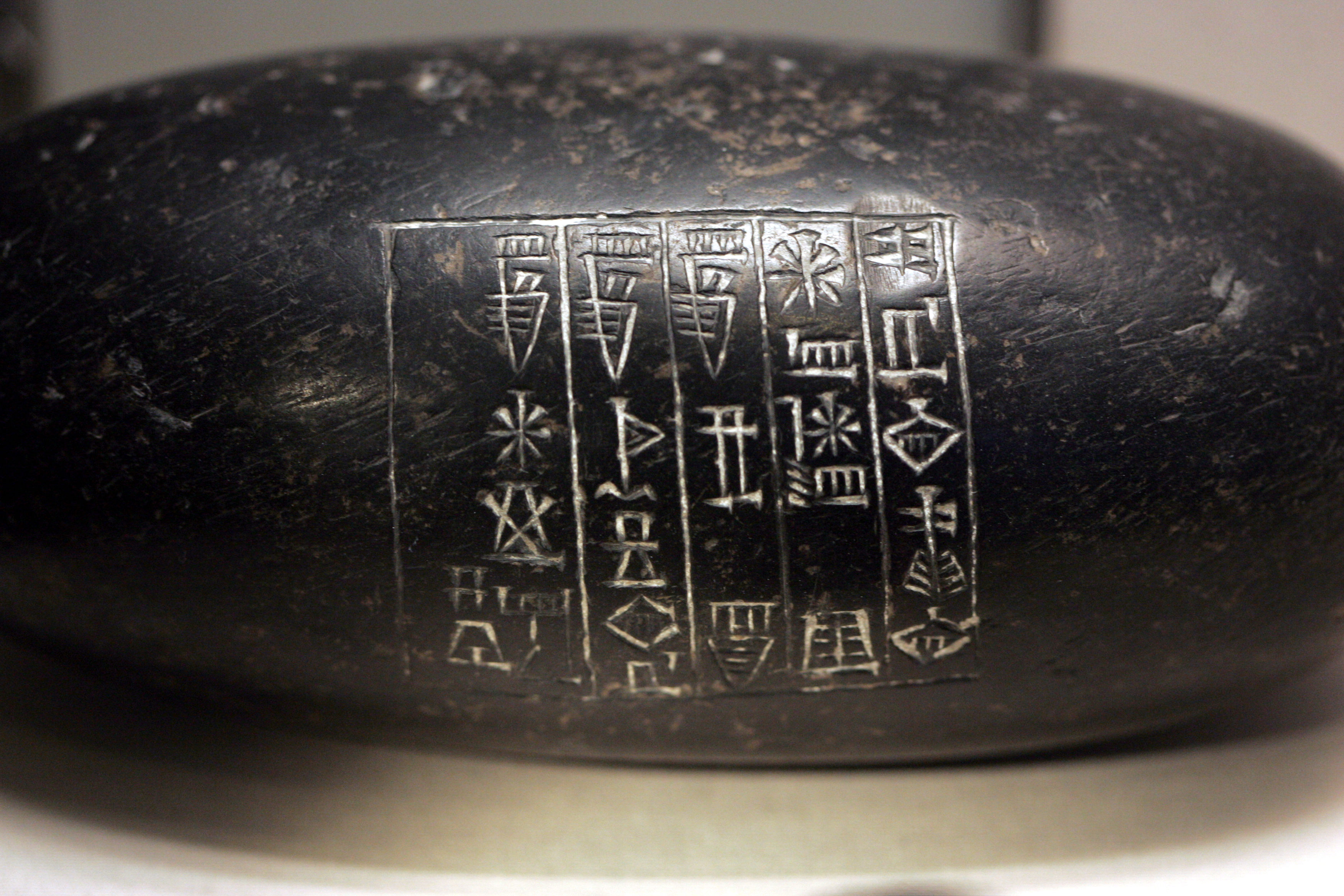
Un peso da 5 mine, con il nome di Shu-Sin, re di Sumer e Akkad dell'età neo-sumerica, e altri segni cuneiformi sumerici (Museo del Louvre, AO246)

La decifrazione della scrittura cuneiforme avvenne nella prima metà dell'Ottocento, sfruttando la conoscenza dell'antico persiano e l'esistenza di iscrizioni persepolitane trilingui (in babilonese, elamico e antico persiano). Dopo aver affrontato molto scetticismo, l'assiriologia poté dirsi definitivamente fondata come disciplina nel 1857, quando quattro studiosi (William Fox Talbot, Edward Hincks, Henry Rawlinson e Jules Oppert) furono in grado di produrre indipendentemente l'uno dall'altro quattro traduzioni tra loro coerenti di una iscrizione inedita del re assiro Tiglath-pileser I proveniente da Assur.

## Storia

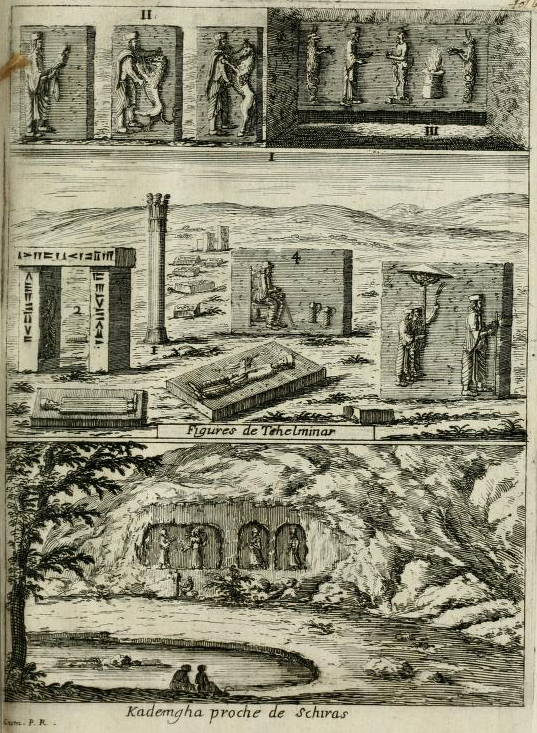
Incisione di André Daulier Deslandes da Tehelminar (Persepoli), nel libro Les Beautés de la Perse (1673). Sono visibili copie di alcuni caratteri cuneiformi.

Resta incerto se Greci e Romani conoscessero la scrittura cuneiforme. Autori come Erodoto o Ctesia si limitarono a riferire dell'uso di un particolare sistema di scrittura tra gli Achemenidi, indicandolo con l'espressione Assyria grámmata (o anche Syria o Persikà grámmata), cioè 'lettere assire' (o 'siriane' o 'persiane'). Tale espressione era però talvolta usata per indicare l'alfabeto aramaico (come in Tucidide, 4.50.2).
Le prime solide testimonianze di parte occidentale sulla scrittura cuneiforme sono dei primi del Seicento. Si ha infatti notizia di un frate agostiniano, Antonio de Gouvea, inviato in Persia da Filippo III di Spagna e Portogallo nel 1602, che redasse una relazione del proprio viaggio, stampata a Lisbona nel 1611, in cui descriveva segni misteriosi scolpiti sui monumenti di una località allora chiamata Čehel Menāra (poi identificata con Persepoli). Fu forse a Naqsh-i Rustem che i fratelli Giambattista e Girolamo Vecchietti ebbero modo, nel 1606, di constatare la presenza di "scritture d'intagliamenti" su alcune rovine. Infine, il diplomatico spagnolo García de Silva y Figueroa, che nel 1618 si trovava a Chilminara (così è indicata nel testo Čehel Menāra), riportò di aver visto alcune lettere a foggia di piramidi o obelischi e ordinò che una linea fosse copiata. La sua descrizione di Chilminara risulta molto dettagliata, ma le sue trascrizioni andarono perse. Nel suo resoconto, pubblicato ad Anversa nel 1620, Figueroa, sfruttando una descrizione tratta da Diodoro Siculo, identificò per primo nelle rovine di Persepoli il palazzo reale di Dario.
Il patrizio romano Pietro Della Valle, che viaggiò in Oriente tra il 1614 e il 1626, fu forse il primo "grande nome" dell'archeologia europea del Vicino Oriente. Della Valle, che aveva lasciato Roma per l'Oriente dopo una delusione d'amore, si trovò sulla terrazza di Cihilminār (Persepoli) il 13 ottobre 1621 e copiò con qualche inesattezza cinque segni di un carattere "ignoto" (era scrittura cuneiforme), che riportò in una lettera inviata da Shīrāz otto giorni dopo e pubblicata nel 1658. È forse questa la più antica trascrizione di segni persepolitani giunta in Europa. Nella lettera, della Valle ipotizzò che il testo andava letto da sinistra a destra. Fu sempre Pietro della Valle, nel 1616, a riconoscere i resti di Babilonia e a descriverli nei suoi scritti. Al ritorno dal suo viaggio in Oriente, della Valle portò con sé dei mattoni inscritti, raccolti a Babilonia e in quel luogo che gli Arabi chiamavano Tal al Muqayyar (l'antica città di Ur, visitata nel 1625). Questi resti rappresentano forse, dopo il mattone inscritto di Fernberger, i primi esemplari di scrittura cuneiforme a raggiungere l'Europa. Della Valle e, in misura minore, il portoghese Pedro Teixeira sono spesso intese come figure di svolta nella conoscenza europea della Mesopotamia, anche per il loro impegno a fornire informazioni accurate. Teixeira fu il primo studioso europeo a risiedere in Persia allo scopo precipuo di studiare la storia persiana. Non è però chiaro se egli fosse un mercante, un soldato o un medico. Teixeira fu forse anche il primo a descrivere le rovine dell'antica Bassora. Dopo la testimonianza incerta di Cartwright, fu il primo di cui si ha certezza che visitò Kufa. Si astenne, inoltre, da speculazioni e ipotesi di identificazioni di luoghi biblici, concentrandosi piuttosto sulla storia islamica.
In tutto il Seicento e per gran parte del Settecento, numerosi furono i viaggiatori e gli esploratori che s'imbatterono nelle rovine delle civiltà mesopotamiche, ciascuno con una propria interpretazione, per lo più intenti a far corrispondere ciò che vedevano alla loro cultura biblica.

### Trascrizioni del cuneiforme nel tardo Seicento
Dopo le copie imprecise di Della Valle, altri segni furono ricopiati da diversi viaggiatori. Samuel Flower, agente della Compagnia delle Indie orientali ad Aleppo, in alcune sue carte non datate, riportò dei segni che, secondo quanto da lui affermato, aveva copiato a Persepoli nel 1667 e che non sapeva se attribuire ai "Guebri" (Parsi). Le carte con i segni, alla morte del mercante, finirono in mano a Francis Aston, che le pubblicò nel giugno del 1693 tra le Philosophical Transactions della Royal Society. La trascrizione consisteva di 22 segni (These characters being two and twenty in number: così scrive Aston), selezionati da diverse iscrizioni, di modo che era impossibile cavarne senso alcuno. Nel 1700, Thomas Hyde riprodusse i segni di Flower in appendice alla sua Historia religionis veterum Persarum eorumque Magorum e li definì «ductuli pyramidales seu cuneiformes» (ritenendoli del resto null'altro che segni decorativi e non grafemi: «tantum ornatus et lusus gratia»). Solo molto più tardi si comprese che alcuni dei segni copiati da Flower erano elamici e appartenevano ad una iscrizione trilingue che comprendeva anche il persiano antico e il dialetto babilonese.
Altri segni furono copiati da Thomas Herbert (1606-1682), partito nel 1626 per la Persia con l'ambasciatore Dodmore Cotton. Herbert fece un resoconto dei suoi viaggi in più edizioni. Nell'ultima (del 1677) annotò tre linee di segni cuneiformi (definiti dall'autore "piramidi", "triangoli" o "delta"), probabilmente anche in questo caso una selezione più che una sequenza correttamente copiata. Di un certo interesse è il suo commento sui segni da lui rintracciati:
(Thomas Herbert, Some Yeares Travaile Begunne Anno 1626 into Afrique and the Greater Asia, 1677)
Nel 1673, il giovane artista francese André Daulier Deslandes pubblicò un'incisione del palazzo di Persepoli, la prima davvero accurata, copiando tre caratteri cuneiformi, in un modo però che dava l'impressione che i segni avessero mera funzione decorativa.
Il viaggiatore italiano Giovan Francesco Gemelli Careri, che visitò Persepoli nel 1694, incluse nell'opera Giro del mondo (Napoli, 1699-1700) due righe di caratteri a triangolo. È probabile che i caratteri di Gemelli Careri fossero copie di quelli di Herbert.
A lungo, diversi viaggiatori che si erano imbattuti in segni cuneiformi, pur riconoscendone la natura di grafemi, si erano limitati ad escludere associazioni possibili con altre lingue conosciute. De Gouvea scrisse: "questi caratteri non intesi da alcuno non sono né persiani, né armeni, né arabi, né ebraici". Così anche Figueroa: "né caldei, né greci, né arabi". Analoghe considerazioni vennero avanzate, oltre che da Thomas Herbert (1638), dall'avventuriero tedesco Johan Albrecht de Mandelslo (1638), Jean Struys (1681) e Gemelli Careri. Oltre allo Hyde, anche il viaggiatore tedesco Samuel Simon Witte attribuì ai segni cuneiformi una funzione estranea alla scrittura: per Witte, quei segni erano puri giochi grafici, che ritraevano piante. Altri autori giunsero ad attribuire quei solchi a insetti e vermi.

### Le premesse settecentesche
Per una corretta interpretazione della scrittura cuneiforme erano necessarie copie di intere iscrizioni e non raccolte di segni sparsi come quelle secentesche. Per la verità, una piccola iscrizione era stata copiata dal mercante e viaggiatore francese Jean Chardin nel 1674, per essere poi pubblicata nel 1711. Si tratta del primo esempio di trascrizione completa di un'iscrizione persepolitana. Più ricche furono le trascrizioni offerte da Engelbert Kaempfer (Amoenitates exoticae, 1712) e Cornelis de Bruijn (1718). Del 1714 è il Voyage au Levant di de Bruijn, che fornì copie accurate di tre iscrizioni.
Un contributo essenziale ancorché indiretto fu il viaggio di Abraham Hyacinthe Anquetil-Duperron in India, presso gli Zoroastriani lì emigrati dalla Persia, al fine di tradurre, tra il 1768 e il 1771, lo Zend Avesta. Alla lingua dello Zend Avesta (l'avestico) poteva forse corrispondere quella trascritta in cuneiforme ai tempi dei re achemenidi e detta antico persiano.

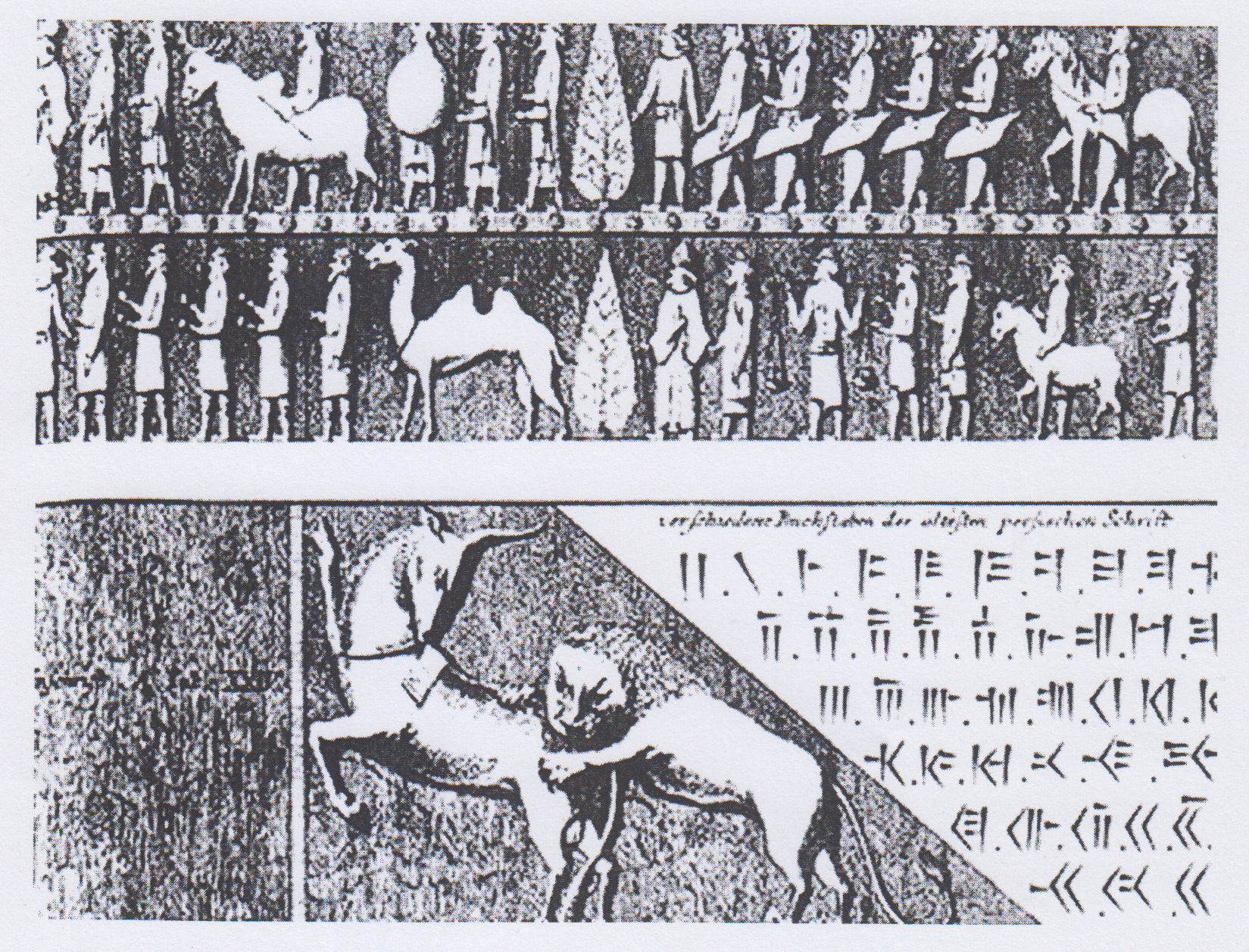
Disegno di Carsten Niebuhr (1733-1815), da Persepoli

Un altro passaggio essenziale fu il viaggio, svoltosi tra il 1761 e il 1767, del matematico danese Carsten Niebuhr, il quale copiò diverse iscrizioni a Persepoli (in parte già note tramite schizzi e riproduzioni del XVII secolo), poi rivelatesi fondamentali per la corretta interpretazione dei caratteri cuneiformi (o "cuneati", come si diceva un tempo), e illustrò le rovine di Ninive con i suoi bozzetti. Niebuhr fu il primo a comprendere appieno che nelle iscrizioni persepolitane andavano distinti tre tipi di scrittura cuneiforme ("generi" o "classi": primo, secondo e terzo genere di Persepoli) e che il primo genere era un alfabeto, poiché usava solo 42 caratteri. Egli mostrò anche che i testi andavano letti da sinistra a destra. D'altra parte, per Niebuhr i tre generi non rappresentavano tre lingue diverse, ma la stessa lingua scritta in tre modi diversi.
Qualche anno dopo, il botanico francese André Michaux (1746-1801) vendette alla Bibliothèque nationale de France un kudurru ritrovato nei pressi di Ctesifonte e passato alla storia come Sasso di Michaux: si trattò del primo reperto di una certa importanza a giungere in Europa. Nello stesso periodo di Michaux, che pure incontrò in Oriente, era vicario generale a Baghdad e corrispondente per l'Académie des sciences Pierre-Joseph de Beauchamp (1752-1801), il quale risulta il primo ad aver effettuato uno scavo archeologico in Mesopotamia. Beauchamp fu anche il primo a descrivere la Porta di Ishtar e riportò il ritrovamento di alcuni cilindri inscritti con caratteri che gli parvero simili a quelli delle iscrizioni persepolitane.
Le iscrizioni copiate da Niebuhr e raccolte nell'opera Reisebeschreibung nach Arabien fecero da battistrada per il lavoro di decifrazione degli orientalisti Oluf Gerhard Tychsen e Friederich Münter. Tychsen (De cuneatis inscriptionibus Persepolitanis lucubratio, 1798) comprese che un certo segno obliquo nel primo genere persepolitano serviva a separare le diverse parole e che i tre generi erano effettivamente tre lingue diverse. Tychsen identificò anche quattro dei caratteri della prima classe. Egli però datò erroneamente le iscrizioni all'Impero partico; le sue traduzioni sono poi, nel complesso, errate. Münter, sempre nel 1798, sottopose due articoli alla Royal Danish Society; in essi, correttamente attribuiva le iscrizioni tripartite agli Achemenidi, associava la lingua all'avestico e sosteneva che il primo genere conteneva lettere, il secondo sillabe e il terzo monogrammi; Münter, inoltre, riconobbe le espressioni significanti re e re dei re, e comprese che i tre generi rappresentavano tre lingue diverse.

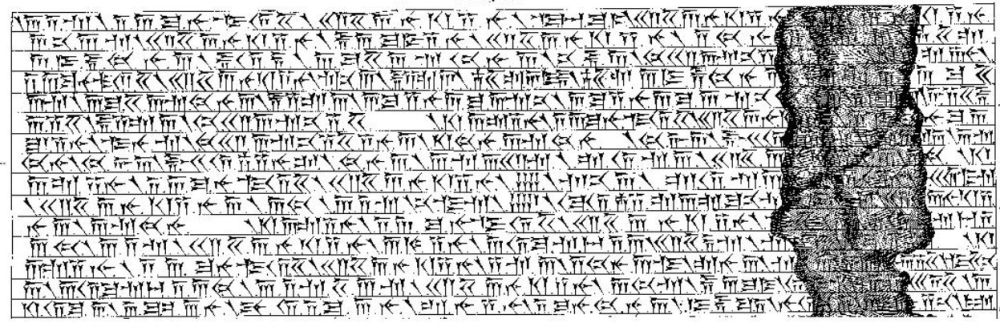
Trascrizione dell'iscrizione di Behistun in persiano arcaico

La conoscenza delle lingue semitiche si rivelò fondamentale per l'interpretazione delle lingue mesopotamiche e vicino-orientali in genere. Il fenicio era stato decifrato nel XVIII secolo attraverso un'iscrizione bilingue su un cippo proveniente da Malta. Sulla scorta delle copie di Niebuhr e del lavoro interpretativo di Tychsen e Münter fu possibile supporre che le iscrizioni tripartite fossero un lascito dei Persiani (una delle ultime incarnazioni del cuneiforme) e che il modello di iscrizione persiana tripartita comprendesse lo stesso testo in tre lingue diverse. Il primo genere persepolitano, che era normalmente in posizione di preminenza e quindi doveva supporsi fosse in antico persiano, comprendeva una quarantina di segni, quindi la lingua del primo genere doveva presumibilmente fondarsi su un alfabeto; il secondo e il terzo genere comprendevano un numero di caratteri assai maggiore e si suppose che si basassero su sillabari o logografie.
Oltre agli studi di Anquetil-Duperron, un altro contributo fondamentale per l'interpretazione della scrittura cuneiforme fu offerto dal linguista francese Antoine-Isaac Silvestre de Sacy (1731-1805), che nel 1793 pubblicò la traduzione dalla lingua pahlavi di iscrizioni sasanidi trovate nei dintorni di Persepoli. Anche se queste iscrizioni erano assai più tarde delle iscrizioni persepolitane in cuneiforme, mostravano un andamento fisso, del genere "X, grande re, re dei re, re di Y, figlio di Z, grande re, re dei re...".

### La svolta ottocentesca

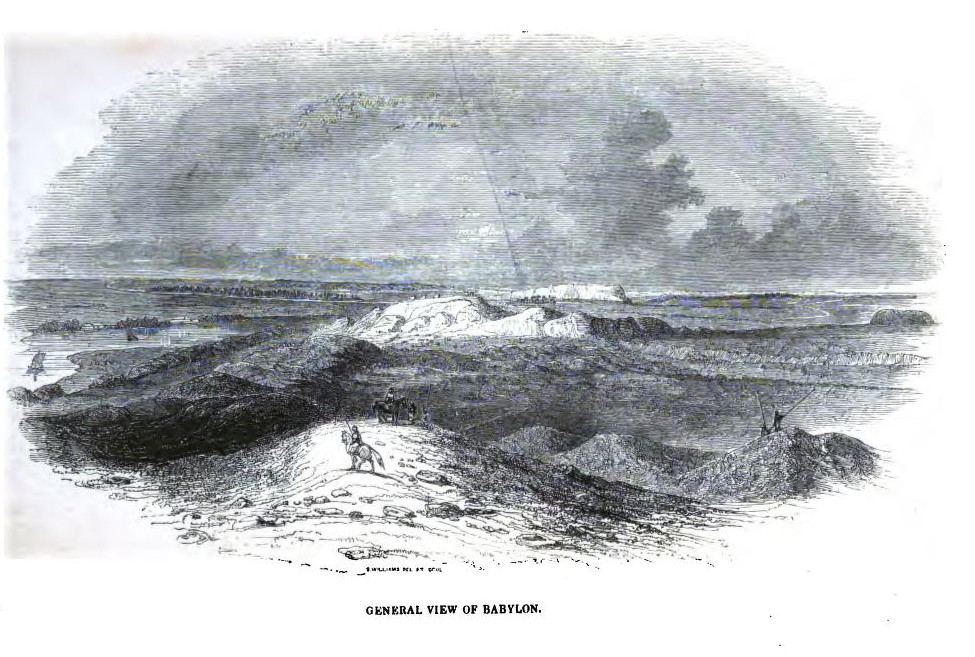
Vista delle rovine di Babilonia, tratta dal Memoir on the ruins of Babylon di Claudius James Rich

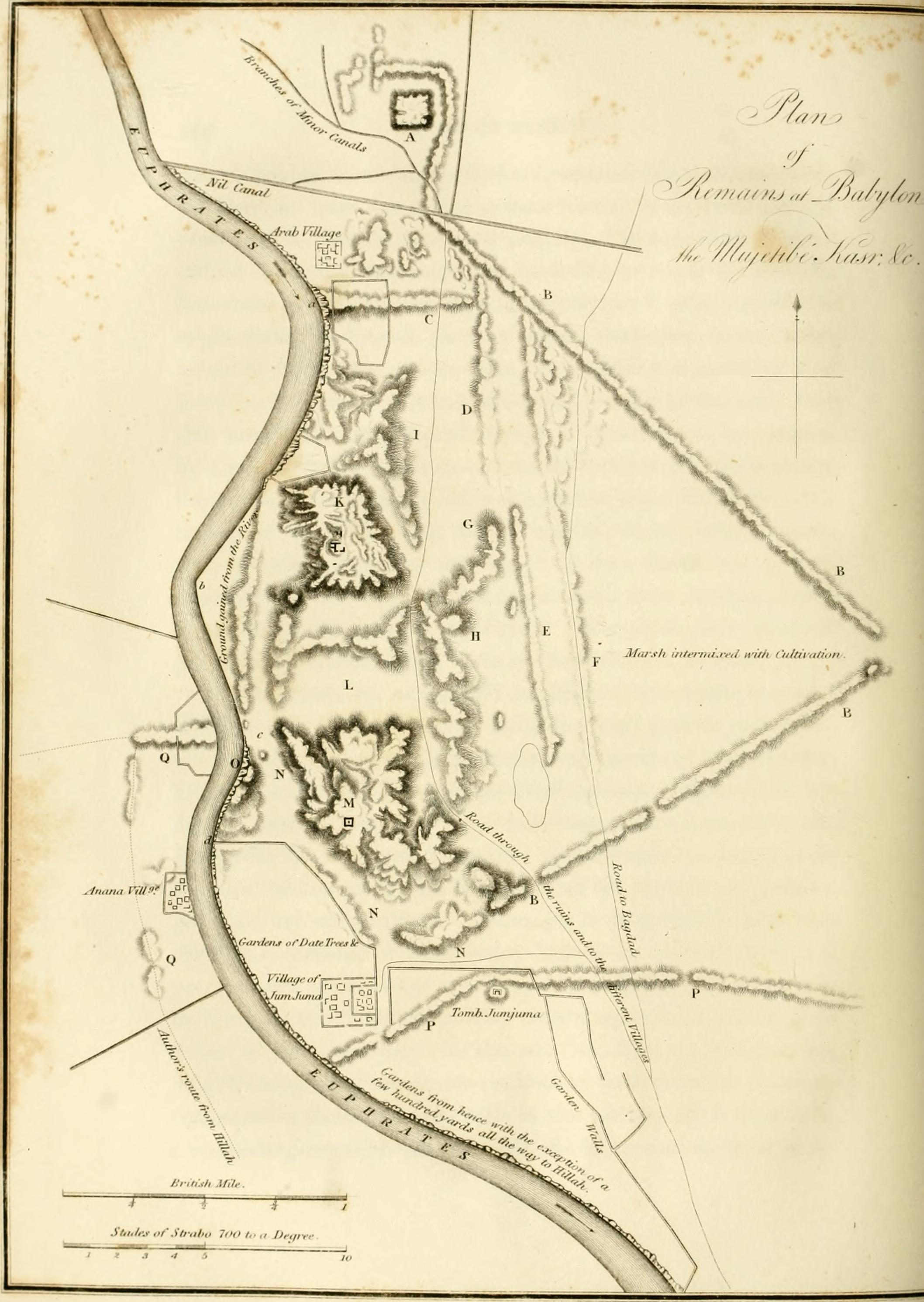
Pianta del sito di Babilonia, del diplomatico e illustratore scozzese Robert Ker Porter (1821)

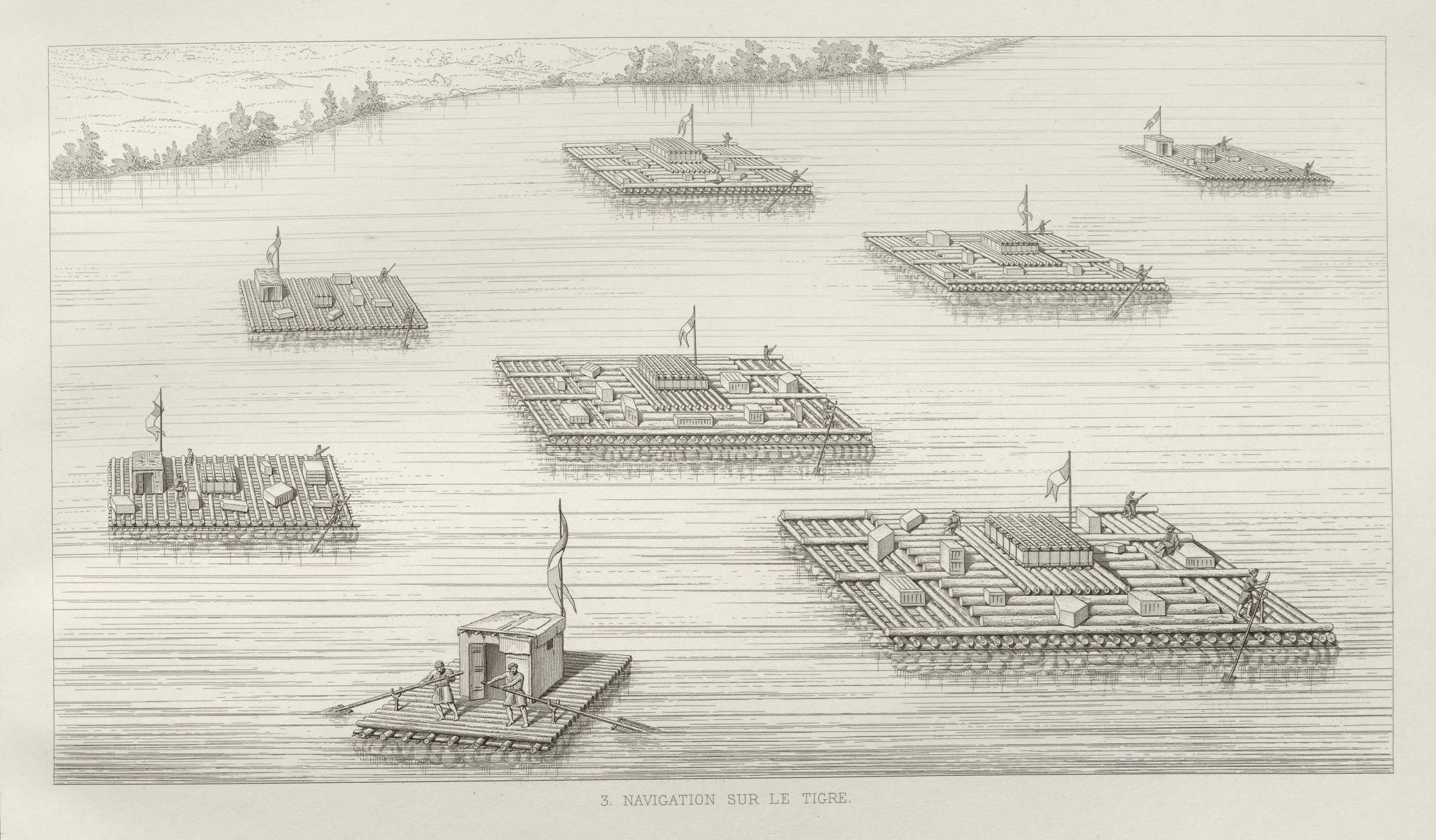
Zattere (kelek) che trasportano antichità sul Tigri; tavola tratta dall'opera Ninive et l'Assyrie, dell'archeologo francese Victor Place (1867)

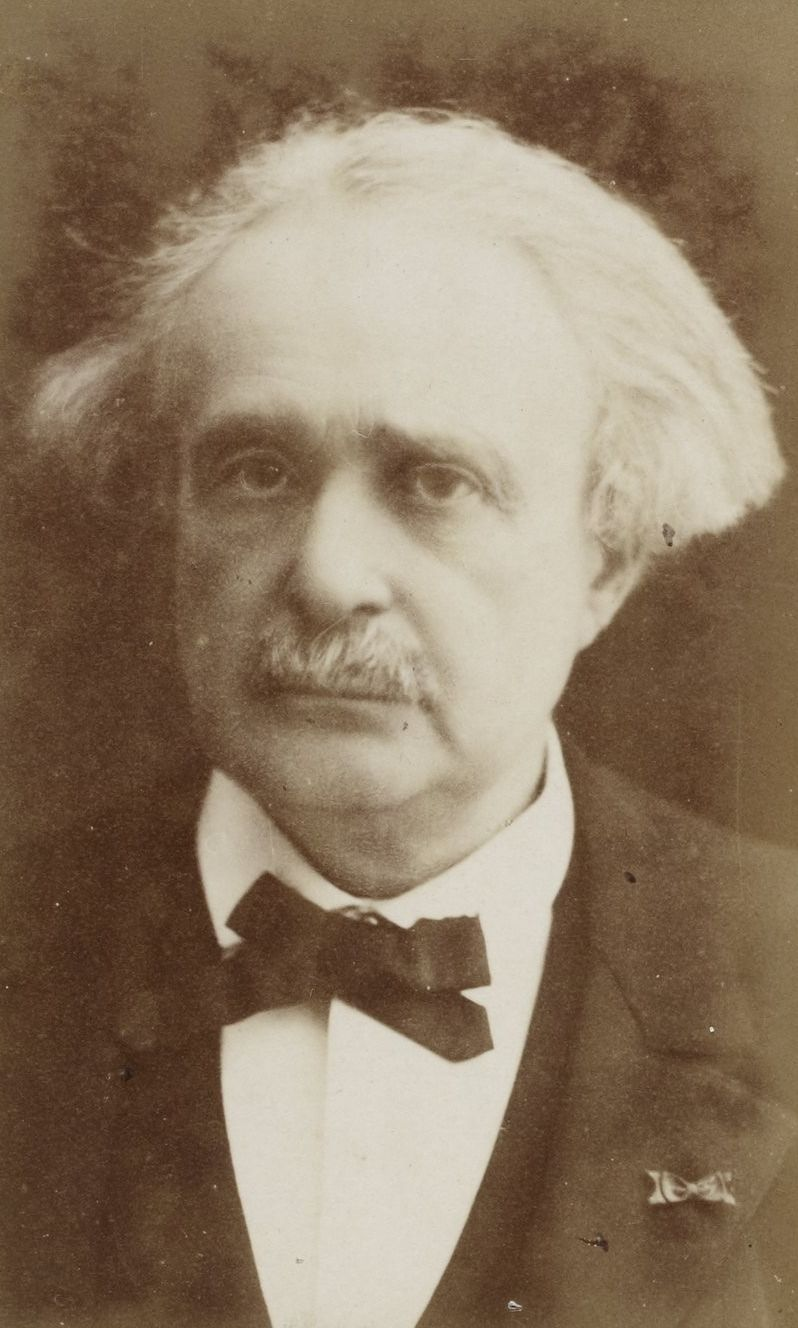
Jules Oppert fotografato da Eugène Pirou

Fu il 4 settembre 1802 che Georg Friedrich Grotefend presentò all'Accademia delle scienze di Gottinga, città nel cui ginnasio egli insegnava greco, una dissertazione sui testi persepolitani. Grotefend, esaminate due iscrizioni copiate da Niebuhr e indicate da questi come B e C, postulò che i segni che apparivano con maggiore frequenza fossero vocali e avanzò le seguenti conclusioni: i tre generi persopolitani sono tre lingue differenti; il primo genere contiene lettere (come intuito già da Münter); le due iscrizioni (B e C), scritte in una lingua simile all'avestico, parlano di un fondatore di dinastia, del figlio di questi e del nipote, di cui Grotefend, ispirandosi agli andamenti delle iscrizioni in pahlavi descritti da de Sacy, riuscì a leggere i nomi con la pronuncia persiana (si trattava di Istaspe, Dario e Serse, una sequenza nota da Erodoto); anche il Grotefend riconobbe i caratteri indicanti le espressioni re e re dei re; inoltre, lo studioso propose il valore fonetico di 13 segni (sbagliando in 4 casi).
L'opera di Grotefend fu apprezzata più all'estero che in patria. Dopo di lui, altri autori continuarono nello sforzo interpretativo, in particolare il danese Rasmus Christian Rask (1826), il francese Eugène Burnouf congiuntamente al norvegese Christian Lassen (1836), l'irlandese Edward Hincks (1848, 1850), il tedesco Julius Oppert (1847, 1851, 1870). La lettura corretta dell'antico persiano fu però confermata solo dopo che, nel 1837, l'ufficiale inglese Henry Rawlinson riuscì a copiare la grande iscrizione trilingue di Behistun voluta da Dario I di Persia. Rawlinson pubblicò la sua traduzione nel 1846.
Stimolati dai ritrovamenti di Beauchamp, i vertici della Compagnia britannica delle Indie orientali autorizzarono i propri agenti a Baghdad ad intraprendere delle ricerche archeologiche. Appartiene a questo contesto la figura di Claudius James Rich, che intorno al 1811 mappò e in parte scavò il sito di Babilonia. Nove anni dopo, Rich investigò i resti di Ninive, raccogliendo tavolette, mattoni, kudurru, cilindri (tra cui un cilindro di Sennacherib ritrovato a Nebi Yunus, copiato dal suo segretario Karl-Anton Bellino e inviato a Grotefend perché lo interpretasse).
Al fondamentale lavoro di Rich successero le illustrazioni del diplomatico e pittore scozzese Robert Ker Porter, che curò anche una pianta dell'intero sito dell'antica Babilonia. Nel 1828, l'ufficiale britannico Robert Mignan proseguì gli scavi a Babilonia. Negli anni trenta dell'Ottocento, lo scozzese James Baillie Fraser e l'inglese William Francis Ainsworth visitarono diversi siti della Bassa Mesopotamia.
Il secondo genere persepolitano comprendeva più di 100 segni e doveva quindi trattarsi di un alfabeto sillabico. Grotefend ritenne di riconoscervi la lingua dei Medi e gli studiosi presero a parlare di lingua proto-medica, scitica, elamica, amardiana o anzanitica (oggi si parla in genere di lingua neo-elamica). La lingua del secondo genere fu studiata a partire dal 1837 e concorsero a interpretarla, oltre allo stesso Grotefend e a Hincks, anche il danese Niels Ludvig Westergaard (1815-1878) e il francese Félicien de Saulcy (1807-1880).
Nel 1842 cominciarono gli scavi del torinese Paolo Emilio Botta, cittadino francese e console a Mosul. I primi scavi di Botta furono effettuati in Assiria e permisero il ritrovamento di migliaia di documenti in accadico, lingua che però non era ancora nota ai tempi; di essa era solo possibile dire che fosse assai simile a quella del terzo genere delle iscrizioni ritrovate in Iran. Sempre negli anni quaranta, anche Austen Henry Layard era impegnato in quella che fu definita la "conquista dell'Assiria". Botta e Layard scavarono tre capitali assire, Ninive, Kalḫu e Dūr-Šarrukīn.
In genere, i resoconti relativi alla decifrazione del cuneiforme indugiano sui meriti di Rawlinson relativi alla decifrazione del primo genere persepolitano (cioè l'antico persiano). Di fatto, però, questa lingua era già stata sostanzialmente decifrata, sia attraverso il lavoro seminale di Grotefend, sia soprattutto attraverso gli studi di Burnouf e Lassen, che ebbero il merito di interpretare il valore della gran parte dei segni. Il lavoro fu completato da Hincks. È generalmente accettata l'idea che Rawlinson, nonostante conoscesse i lavori di Grotefend, Burnouf e Lassen, abbia decifrato le iscrizioni di Behistun indipendentemente. Sia come sia, l'opera di decifrazione del terzo genere persepolitano, osserva Cathcart, fu molto più importante e più rilevante, anche perché i testi  in antico persiano sono assai pochi, soprattutto in confronto con la grande mole di testi in cuneiforme mesopotamico (una denominazione che abbraccia i sistemi usati per l'accadico, l'elamico e l'urarteo, ma non il cuneiforme semplificato che rappresentava l'antico persiano).
I caratteri del terzo genere persepolitano erano stati riconosciuti identici o simili a quelli trovati in gran numero in tutta la Mesopotamia. Per tutti e tre i generi, decisiva fu l'intuizione di Grotefend: gli incipit dovevano contenere nome, titolo e genealogia di un re persiano. Inizialmente, il compito di interpretare la lingua del terzo genere (che era l'accadico) sembrò insormontabile, a motivo della gran quantità di segni. Pesavano poi le notevoli differenze tra forme arcaiche e forme recenti di accadico cuneiforme, l'uso di volta in volta ideografico o sillabico dei segni, la ricca polifonia. In sostanza, uno stesso segno, secondo i casi, poteva indicare una parola oppure una sillaba; uno stesso segno poteva poi corrispondere a più sillabe; viceversa, una stessa sillaba poteva essere resa con vari segni. Era poi necessario accertare che i segni del terzo genere persepolitano, i caratteri incisi sui mattoni babilonesi giunti in Europa tra Settecento e Ottocento, e infine i caratteri incisi sui monumenti scavati da Botta a Khorsabad tra il 1842 e il 1846 fossero tra loro assimilabili ed esprimessero una stessa lingua. Alcuni caratteri, poi, sembravano versioni arcaiche di altri più moderni, ma comunque lo stesso segno. Furono inventariati circa 500 caratteri: non si conosceva la lingua che essi esprimevano né il loro valore fonetico.
L'ordine delle scoperte che portarono alla corretta interpretazione del terzo genere persepolitano non è sempre chiaro. L'orientalista viennese Isidore Löwenstern, nel suo Essai de déchiffrement de l'écriture assyrienne pour servir à l'explication du monument de Khorsabad (1845), rintracciò i segni che significano 'grande' e 're', nonché il segno che esprime il plurale. Nel 1847, avanzò l'idea che si trattasse di una lingua semita.
Il contributo decisivo alla interpretazione del terzo genere persepolitano giunse però con l'opera dell'irlandese Edward Hincks. Questi, a partire dal 1846, sostenne le seguenti tesi: la lingua del terzo genere di Persepoli va detta babilonese; alcuni dei segni sono fonetici, altri ideografici; fra questi, alcuni hanno valore di determinativi (segni muti che hanno il compito di chiarire il significato del nome che segue, specificandone il campo semantico). Hincks paragonò diversi segni persepolitani ad altri segni babilonesi e rintracciò diverse corrispondenze, potendo anche determinare il valore fonetico di 26 caratteri e l'identità tra forme arcaiche e forme recenziori. Tra il 1849 e il 1850, riuscì a provare che un segno poteva avere insieme funzioni fonetiche e ideografiche. Provò inoltre il valore sillabico di certi segni: il cuneiforme babilonese poteva riprodurre sillabe aperte (ba), sillabe chiuse (ab) e sillabe con coda (bar). Hincks determinò anche l'esistenza di ideogrammi costituiti da diversi segni e provò che alcuni segni che si supponevano omofoni (ad esempio, sette segni diversi per esprimere la r) erano in realtà espressione di sillabe diverse (ra, ri, ru, ar, er, ir, ur).
Se il contributo di Hincks fu decisivo, negli stessi anni altri concorsero. Il francese Adrien Prévost de Longpérier (1816-1822), pur non riuscendo ad attribuire alcun valore fonetico ai caratteri rintracciati da Botta a Khorsabad, identificò (1847) tra questi gli ideogrammi che significano re, grande, potente e paese, nonché la pronuncia del nome Sargon. De Saulcy (1849) provò la parentela del babilonese con l'ebraico. Rawlinson (1851) fu in grado di individuare il significato di circa 300 vocaboli. La ricerca proseguì con i contributi di Rawlinson, Hincks, de Saulcy, Oppert e del tedesco Eberhard Schrader (1836-1908).

### Critiche all'opera di interpretazione

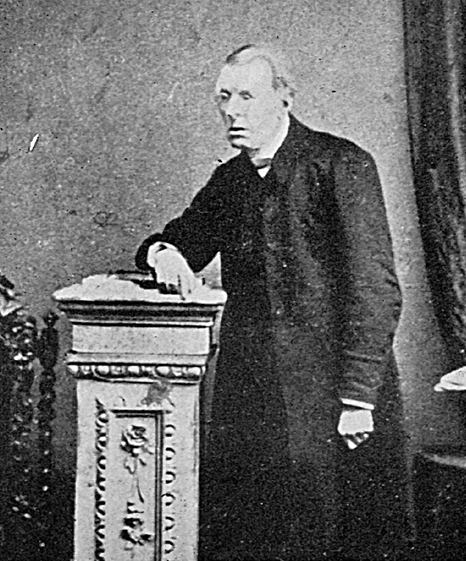
Ritratto fotografico dell'orientalista irlandese Edward Hincks. Oltre a dare un contributo essenziale alla corretta interpretazione del cuneiforme accadico, comprese che la scrittura cuneiforme non era stata originariamente concepita per rappresentare una lingua semitica.

In genere, l'interpretazione del primo genere persepolitano fu accolta con favore dal mondo accademico, pur ricevendo delle riserve da de Sacy. L'interpretazione del terzo genere fu accolta invece da maggiori perplessità. Gli studiosi guardavano con profondo scetticismo all'esistenza di un sistema di scrittura così complicato come quello che si ipotizzava per l'assiro-babilonese. Particolari perplessità destava la pronuncia dei nomi propri. Dopo il 1850, i maggiori critici furono i francesi Ernest Renan (1823-1892) e Charles Schoebel (1813-188), e il tedesco Georg Heinrich August Ewald (1803-1875).
Il 1857 fu un anno determinante per l'assiriologia. Non fu un assiriologo a dare il colpo decisivo, ma un matematico e inventore, l'inglese William Fox Talbot (1800-1877). Autore di invenzioni fondamentali per la nascita della fotografia moderna (talbotipia), ma anche orientalista dilettante, Talbot aveva studiato le opere di Rawlinson e Hincks, giungendo a pubblicare egli stesso traduzioni di alcuni testi assiri. Ottenuta copia inedita di un'iscrizione del re Tiglath-pileser I (800 righe di testo tratto da cilindri ritrovati da Austen Henry Layard nel sito di Qal'at Sherqat, l'antica Assur), ne fece una traduzione, che il 17 marzo 1857 inviò, sigillata, alla Royal Asiatic Society di Londra. Talbot suggerì all'organizzazione di coinvolgere Rawlinson e Hincks, affinché preparassero indipendentemente una traduzione dello stesso testo. La Society decise di invitare anche Julius Oppert, che si trovava in quel periodo a Londra. Due mesi dopo, uno speciale comitato di cinque membri della Society aprì le buste con le quattro traduzioni indipendenti e le confrontò. Il risultato fu il seguente: le traduzioni di Rawlinson e Hincks erano estremamente somiglianti, quella di Talbot risultava in larga parte inesatta e quella di Oppert risultava differente in vari punti da quella dei colleghi inglesi. In generale, però, le quattro traduzioni concordavano.
Nel 1859, Oppert pubblicò Dechiffrement des inscriptions cuneiformes, un'opera di grande lucidità e completezza, che mise sotto scacco ogni ulteriore opposizione. Negli anni successivi si moltiplicarono le pubblicazioni su vari temi mesopotamici (lingua, cultura, religione, storia ecc.), specialmente da Francia, Inghilterra e Germania. Furono compilati glossari, liste di segni, dizionari, grammatiche; furono copiati e pubblicati moltissimi nuovi documenti. La lingua del terzo genere persepolitano, inizialmente chiamata babilonese e poi assiro, finì per essere chiamata nel suo complesso accadico, un termine usato dagli antichi stessi.
Le critiche però non si sedarono e furono rappresentate in particolare da due opere di Arthur de Gobineau del 1858 e del 1864, e dal contributo dell'orientalista tedesco Alfred von Gutschmid (1835-1887). A quest'ultimo in particolare rispose Schrader con l'opera Keilinschriften und Geschichtsforschung (Giessen, 1878).
Quando le maggiori difficoltà legate all'interpretazione del terzo genere persepolitano furono dunque superate, l'assiriologia poté dirsi costituita come disciplina e a quel punto si sviluppò rapidamente, in particolare con i contributi dei tedeschi Friedrich Delitzsch (1850-1922), Benno Landsberger (1890-1968) e Wolfram von Soden (1908-1996).

### La scoperta del mondo sumero

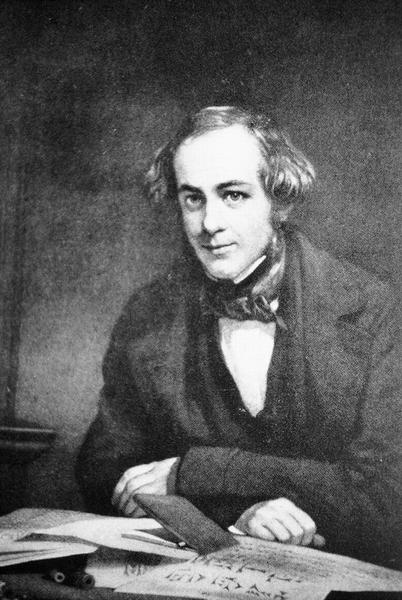
L'inglese Henry Creswicke Rawlinson (1810-1895) fu, dopo Edward Hincks, il primo a supporre l'esistenza di una popolazione non semitica e pre-accadica responsabile della messa a punto della scrittura cuneiforme

L'originale cuneiforme sumero fu a lungo ritenuto non una lingua indipendente ma un modo particolare di scrivere l'accadico. Alla metà dell'Ottocento, nulla si sapeva ancora dei Sumeri e della lingua sumera.
Nel 1850, Hincks lesse un proprio articolo davanti alla British Association for the Advancement of Science; in esso, l'orientalista irlandese avanzava dubbi sul fatto che a sviluppare il cuneiforme fossero state le popolazioni semitiche di Assiria e Babilonia. Nelle lingue semitiche, osservava Hincks, l'elemento morfologico stabile è la consonante, mentre la vocale ha caratteristiche di variabilità e volatilità. Era dunque assai improbabile che popoli semitici sviluppassero una forma di scrittura in cui consonanti e vocali avessero la stessa stabilità nel contesto della sillaba. Inoltre, una caratteristica centrale delle lingue semitiche è la distinzione tra consonanti palatali e dentali, ma il sillabario cuneiforme non è in grado di esprimere adeguatamente questa differenza. Infine, solo una minima parte dei valori sillabici dei segni cuneiformi accadici era riconducibile a parole o a elementi semitici. Per queste ragioni, arguì Hincks, la messa a punto della scrittura cuneiforme era stata opera di una popolazione non semitica, più antica degli Accadi.
Nel 1852, Rawlinson comprese che i sillabari ritrovati a Kuyunjik (Ninive) erano bilingui e contenevano corrispondenze tra parole in babilonese e parole in una lingua fino ad allora sconosciuta. Rawlinson chiamò questa lingua "accadico" e la ritenne scita o turanica. Sarebbero stati questi "Sciti babilonesi" a mettere a punto la scrittura cuneiforme: secondo Rawlinson, tale popolo andava indicato con il nome di "Accadi". Rawlinson aveva dunque correttamente supposto l'esistenza dei Sumeri, ma li aveva indicati con il nome "Accadi", il nome che oggi è usato invece per indicare la popolazione semitica che abitava la Mesopotamia fin dalla prima metà del III millennio a.C.
Fu nel 1869 che Jules Oppert, in una lezione alla sezione etnografica e storica della Société française de numismatique et d'archéologie, attribuì a questa popolazione non semitica l'appellativo di "Sumeri" e ciò sulla base del titolo regale "Re di Sumer e Akkad". Oppert sostenne anche che la lingua sumera andava apparentata al turco, al finlandese e all'ungherese.
L'aggettivo "sumero" per indicare questa popolazione pre-accadica e non semitica faticò a lungo ad imporsi sull'aggettivo "accadico". Vi fu anzi un celebre orientalista, il francese Joseph Halévy (1827-1917), che negò per decenni l'esistenza tanto dei Sumeri quanto della lingua sumera. Secondo Halévy, il cuneiforme "sumero" non era che un artificio inventato da popolazioni semite per scopi esoterici.
Il primo scavo importante di un sito sumero fu quello svolto nel 1877 in Iraq, a Telloh (l'antica Girsu), sotto la direzione del francese Ernest de Sarzec. Tra il 1877 e il 1900, de Sarzec effettuò undici campagne archeologiche, riuscendo a dissotterrare diverse statue, soprattutto del re Gudea, diverse stele, tra cui la più celebre è la Stele degli avvoltoi, i cilindri di Gudea e migliaia di tavolette, gran parte delle quali del periodo del re Ur-Nanshe.
Quando finalmente l'identità del sumero come lingua fu stabilita, le difficoltà interpretative rimasero enormi. Il sumero era però stato mantenuto a Babilonia come lingua di culto e per facilitarne l'apprendimento i Babilonesi avevano provveduto a comporre liste grammaticali, vocabolari, traduzioni in accadico babilonese. La sumerologia poté quindi fare passi avanti, in particolare per merito di studiosi come Delitzsch, il francese François Thureau-Dangin (1872-1944) e i tedeschi Arno Poebel (1881-1958), Anton Deimel (1865-1954) e Adam Falkenstein (1906-1966).